# ارزینگ
ارزینگ (به آلمانی: Eresing) یک شهر در آلمان است که در بایرن واقع شده‌است.

## خصوصیات
ارزینگ ۱۴٫۲۲ کیلومترمربع مساحت دارد ۶۰۰ متر بالاتر از سطح دریا واقع شده‌است.